# 헷족
헷족은 구약 성경에 언급된 민족이다. בני-חת (bny-ḥt "헷의 자손") 및 חתי (ḥty "헷의 토착민")이라는 이름으로 아브라함 시대(기원전 2000년경에서 1500년경 사이로 추정)부터 바빌론 유수에서 유대인들이 돌아온 후 에즈라 시대(기원전 450년경)까지 가나안 또는 그 근처에 거주했던 것으로 여러 번 묘사된다. 그들의 조상은 함의 아들 가나안의 아들 헷(히브리어: חֵת‎, 현대 히브리어: Ḥet, 티베리아 히브리어: Ḥēṯ)이다.
19세기 후반, 성경에 나오는 히타이트인들은 새로 발견된 아나톨리아의 인도유럽어족을 사용하는 제국과 동일시되었는데, 이 제국은 기원전 2천년기 대부분 동안 주요 지역 강대국이었으며, 그 후 히타이트로 알려지게 되었다. 이 명칭은 아나톨리아 히타이트 제국과 성경의 헷족 사이의 가능한 정체성에 대한 논쟁과는 상관없이 관례적으로 오늘날에도 사용된다.

## 정체성 가설
창세기에 따르면, 히타이트 사람 에프론은 아브라함에게 헤브론에 있는 막벨라굴을 가족 무덤으로 사용하도록 팔았다. 후에 에서는 헷족 중에서 아내를 얻었다. 여호수아기 1:4에서 주님이 여호수아에게 "광야와 이 레바논에서부터 큰 강 유프라테스까지 헷족의 온 땅과 해 지는 큰 바다까지 너희의 경계가 될 것이라"고 말씀하셨을 때, 가나안 경계에 있는 이 "헷족의 땅"은 레바논과 유프라테스 사이, 그리고 거기에서 해 지는 방향(즉, 서쪽)으로 뻗어 있는 것으로 보인다.
판관기 1:26에 따르면, 이스라엘 백성이 벧엘을 점령했을 때, 한 남자를 도망치게 허락했고, 그 남자는 "헷족의 땅"으로 가서 루스라는 정착지를 세웠다. 솔로몬 왕 시대에는 히브리어 성경에서 헷족들이 시리아와 함께 그의 강력한 이웃으로 묘사된다.
1900년경부터 고고학자들은 아나톨리아에 세워졌으며 아시리아인들에게 "하티"로 알려진 나라를 알게 되었다. 하티 백성이 히브리어 성경의 헤티와 동일하다고 처음에는 가정되었기 때문에, 히타이트 제국이라는 용어는 오늘날까지 아나톨리아 국가를 설명하는 데 사용된다. 그들의 언어는 인도유럽어족의 일원인 것으로 알려져 있다. 화자들이 원래 카네시(Kanesh)에 기반을 두었기 때문에 그들은 자신들의 언어를 "네실리"(Neshili)라고 불렀다. 하티와 하투사스의 이전 거주자들은 이제 하티인이라고 불리며; 그들의 하티어는 인도유럽어가 아니었고, 언어적 관계는 알려져 있지 않다.
기원전 1178년경 히타이트 제국이 멸망한 후, "하티 백성"이라는 이름을 계속 사용하던 그들의 잔존 세력이 시리아 북부 지역에 몇몇 도시 국가를 세웠다. 따라서 이들은 보통 솔로몬 시대에 언급된 헷족들로 추정된다.

### 정체성 주장
일부 학자들은 두 민족이 동일하다는 견해를 취한다. 이름의 유사성 외에도, 아나톨리아 히타이트인들은 기원전 14-12세기 제국 멸망 이전에 이 지역의 강력한 정치적 실체였으므로, 출애굽 이후의 ḤTY처럼 성경에 언급될 것으로 예상된다. 더욱이 가나안 정복 기록에서 헷족들은 가나안 "산악 지대"와 "북쪽으로" 거주한다고 언급되는데, 이는 카데시 전투 이전에 이 지역에서 영향력을 행사했던 본래 히타이트 제국의 일반적인 방향과 지형과 일치하는 설명이다.
현대 학자들은 많은 인명학적 및 고고학적 증거에 기반하여, 아나톨리아 인구가 히타이트 제국 멸망 시기에 지중해 연안을 따라 이주하던 바다 민족의 물결의 일부로서 가나안 남부로 이동했다고 제안한다. 청동기 시대 말기부터 철기 시대 초기 전환기에는 많은 지역 도시 국가의 왕들이 히타이트와 루위어 이름을 가졌던 것으로 나타난다. 실제로 시온 산의 이름조차 히타이트 기원일 수 있다.

### 분리 주장
성경에서 묘사된 히타이트인의 모습과 고고학적 발견 사이의 인지된 불일치 때문에, 일부 성경 학자들은 아치볼드 세이스의 두 민족 동일시 주장을 거부하며, 이름의 유사성은 우연의 일치에 불과하다고 믿는다. 예를 들어 E. A. 스페이저는 창세기에 나오는 "헷의 자손"을 언급하며 "역사적, 지리적 이유로 이 집단 이름이 아나톨리아의 하티인이나 그들의 '히타이트' 후계자들과 직접적인 연관이 있을 가능성은 거의 없다"고 썼다.

### 중간 가설
트레버 브라이스는 성경의 헷족에 대한 언급이 두 가지 뚜렷한 그룹으로 나뉠 수 있다고 제안한다. 첫 번째는 대부분 아브라함과 그의 가족이 만난 가나안 부족이다. 이 헷족들의 이름은 대부분 셈족 계열이다. 예를 들어 창세기 23:8–17 등의 에프론, 창세기 26:34의 유딧, 창세기 23:8의 소할 등이 있다. 이들은 아마도 솔로몬에게 종속되었던 헷족들일 것이다. 그리고 다른 곳에서는 이스라엘인들과 충돌하기도 했다. 그들은 언덕에 살았던 작은 집단이었으며, 아나톨리아 왕국의 헷족들과는 분명히 구별된다.
그러나 작은 가나안 산악 부족이라는 개념과 양립할 수 없는 다른 성경적 언급도 있다. 이 중 가장 주목할 만한 것은 2 열왕기 7:6이다: "주께서 아람 군대로 하여금 병거 소리와 말 소리와 큰 군대의 소리를 듣게 하시니, 그들이 서로 말하기를 '보라, 이스라엘 왕이 우리를 치려고 히타이트 왕들과 이집트 왕들을 고용했구나' 하더라."
이는 히타이트 왕들이 이집트 파라오들과 중요성과 권력 면에서 동등했다는 인상을 준다. 비슷한 인상은 2 역대기 1:17에서도 전달된다: "그들이 이집트에서 병거를 실어오되 은 육백 세겔에 병거 한 대요, 말은 백오십 세겔에 한 필이라. 이와 같이 그들의 수단을 통해 히타이트 왕들과 시리아 왕들에게도 말을 실어왔더라." 이 경우, 이 언급들이 시리아의 신히타이트 왕국들을 가리킨다는 것은 거의 의심의 여지가 없다.
만약 가나안 부족에 대한 언급이 신히타이트 왕국에 대한 언급과 구별된다면, 이름 사이의 유사성(두 개의 중요한 자음만)은 쉽게 우연의 일치일 수 있다.

## 성경적 언급 목록

### 인용 출처 및 순서
아래는 버지니아 대학교 검색 서비스를 통해 발견된 킹 제임스 성경에서 "Heth", "Hittite", "Hittites"라는 단어가 모두 나타나는 경우를 나열한 것이다.
동일한 정보는 존스(Jones)의 책에서도 볼 수 있다. 또한 스트롱의 용어색인에 있는 cheth (H2845)와 chittiy (H2850)의 출현도 비교하라.
인용문은 대략 연대순으로, 더 정확히 말하면 해당 사건이 발생한 것으로 추정되는 시대에 따라 배열되었다. 이는 단어가 실제로 쓰여진 시점과 항상 일치하지는 않는다는 점에 유의하라. 특히, 가나안의 미래 정복에 대한 아브라함과의 언약은 후자와 동시대적인 것처럼 취급되었다. 시대는 그 시대에 두드러진 성경 인물(족장, 사사, 왕 또는 선지자)의 이름으로 표시된다.

### 노아부터 아브라함까지
성경이 제시하는 인류의 유전적 관계에 대한 관점은 창세기 10장("민족들의 목록")에 나타나 있으며, 여기서 다양한 민족이 노아의 여러 후손으로 묘사된다. 특히 가나안은 함의 아들 중 하나인데, 함은 또한 이집트인과 블레셋인의 조상이라고 한다. 가나안의 아들들은 시돈, 헷, 그리고 여부스족, 아모리인, 기르가스인, 히위족, 아르키인, 시니인, 아르와디인, 제마리인, 하마티인으로 기록되어 있다.

#### 노아
- 창세기 10:1 "노아의 아들 셈과 함과 야벳의 족보는 이러하니라. 홍수 후에 그들에게 자녀가 태어나니라. [...] 6 함의 아들들은 구스와 미스라임과 붓과 가나안이요. 7 구스의 아들들은 세바와 하윌라와 삽다와 라마와 삽드가요. 라마의 아들들은 스바와 드단이요. 8 구스가 니므롯을 낳았으니 [...] 10 그의 나라는 바벨과 에렉과 아카드와 [...]에서 시작되었으며. 13 미스라임은 루딤과 아나밈과 르하빔과 납두힘을 낳았고, 14 또 바드루심과 가슬루힘을 낳았으니 (여기서 블레셋인이 나왔더라). 15 가나안은 그의 맏아들 시돈과 헷을 낳았고, 16 또 여부스족과 아모리인과 기르가스인과, 17 히위족과 아르키인과 시니인과, 18 아르와디인과 제마리인과 하마티인을 낳았으니라. 그 후에 가나안 사람들의 족속이 널리 퍼지니라. 19 가나안 사람들의 경계는 시돈에서부터 게라르에 이르고, 가자에 이르고, 또 소돔과 고모라와 아드마와 스보임을 지나 라사까지였더라. 20 이들은 함의 자손이니라. 그들의 족속과 언어와 땅과 나라에 따라 이와 같으니라."
- 1 역대기 1:13 "가나안은 그의 맏아들 시돈과 헷을 낳았으니라. [...]"

### 아브라함부터 이집트까지
기원전 2000년 이후 시작되어 기원전 1200년 이전에 끝난 것으로 추정되는 이 시기에 "헷의 자손"(בני-חת, BNY-HT)과 "헷 사람"(HTY)이라는 명칭이 여러 번 언급되지만, 본질적으로는 두 가지 사건만을 지칭한다.
창세기 23:2에서 아브라함의 생애 말기에 그는 "헷의 자손"이 소유한 땅인 헤브론에 머물고 있었으며, 그들에게서 아내 사라를 묻을 동굴이 있는 땅을 얻었다. 그들 중 한 명(에프론)은 여러 번 "헷 사람"으로 불렸다. 이 거래는 아브라함과 야곱의 죽음 때 세 번 더 언급된다(거의 같은 단어로).
수십 년 후, 창세기 26:34에서 아브라함의 손자 에서가 두 명의 헷 사람 아내와 한 명의 히위 사람 아내를 얻었다고 한다. 이 주장은 창세기 36:2에서 약간 다른 이름으로 반복된다. 창세기 27:46에서 리브가는 야곱이 똑같이 할까 봐 걱정한다.

#### 아브라함
- 창세기 23:2–20 "사라가 기럇아르바 곧 가나안 땅 헤브론에서 죽으매 아브라함이 가서 사라를 위하여 슬퍼하며 곡하다가 3 그의 죽은 자 앞에서 일어나 헷 자손에게 말하여 이르되 4 나는 당신들 중에 나그네요 거류하는 자이니 당신들 중에서 내게 매장할 소유지를 주어 내가 나의 죽은 자를 내 눈 앞에서 장사하게 하소서 5 헷 자손이 아브라함에게 대답하여 이르되 6 내 주여 들으소서 당신은 우리 가운데 있는 하나님의 방백이시니[10] 우리 묘실 중에서 좋은 것을 택하여 당신의 죽은 자를 장사하소서 우리 중에서 자기 묘실에 당신의 죽은 자 장사함을 금할 자가 없으리이다 7 아브라함이 일어나 그 땅 백성 곧 헷 자손에게 몸을 굽히고 8 그들에게 말하여 이르되 나로 나의 죽은 자를 내 눈 앞에서 장사하게 하는 일이 당신들의 뜻일진대 내 말을 듣고 나를 위하여 소할의 아들 에브론에게 구하여 9 그가 그의 밭머리에 있는 막벨라 굴을 내게 주도록 하되 충분한 값을 받고 그 굴을 내게 주어 당신들 중에서 매장할 소유지가 되게 하라 하니 10 에브론이 헷 자손 중에 앉아 있었는데 헷 사람 에브론이 성문에 들어온 모든 자들이 듣는 데서 아브라함에게 대답하여 이르되 11 내 주여 그리 마시고 내 말을 들으소서 내가 그 밭을 당신에게 드리고 그 가운데 굴도 당신에게 드리되 내가 내 동족 앞에서 당신에게 드리오니 당신의 죽은 자를 장사하소서 [...] 16 아브라함이 에브론의 말을 듣고 에브론이 헷 자손이 듣는 데서 말한 대로 상인이 통용하는 은 사백 세겔을 달아 에브론에게 주었더니 17 마므레 앞 막벨라에 있는 에브론의 밭 곧 그 밭과 그 중에 있는 굴과 그 밭과 그 사방에 둘린 모든 나무가 18 성문에 들어온 모든 헷 자손이 보는 데서 아브라함의 소유로 확정된지라 19 그 후에 아브라함이 그의 아내 사라를 가나안 땅 마므레 앞 막벨라 밭 굴에 장사하니 마므레는 곧 헤브론이라 20 이와 같이 그 밭과 그 중에 있는 굴이 헷 자손에게서 아브라함의 매장할 소유지로 확정되었더라."
- 창세기 25:8 "그리하여 아브라함이 숨을 거두어 나이가 많고 늙어서 만족히 살다가 자기 백성에게로 돌아가니라. 9 그의 아들들 이삭과 이스마엘이 그를 마므레 앞 소할의 아들 헷 사람 에브론의 밭에 있는 막벨라 굴에 장사하였으니; 10 그 밭은 아브라함이 헷 자손에게서 산 것이라. 거기에 아브라함과 그의 아내 사라가 장사되었더라."

#### 에서와 야곱
- 창세기 26:34 "에서가 사십 세에 헷 사람 브에리의 딸 유딧과 헷 사람 엘론의 딸 바스맛을 아내로 맞이하니: 35 그들이 이삭과 리브가에게 근심이 되었더라."
- 창세기 27:46 "리브가가 이삭에게 이르되 내가 헷 사람의 딸들로 말미암아 내 삶이 피곤하니: 야곱이 만일 이 땅의 딸들 중에서 곧 헷 사람의 딸들 중에서 아내를 얻으면 내 삶이 무슨 유익이 있으리이까?"
- 창세기 36:2 "에서는 가나안 딸들 중에서 아내들을 맞이하였으니, 헷 사람 엘론의 딸 아다와 히위 사람 시브온의 딸 아나의 딸 오홀리바마와: 3 이스마엘의 딸 곧 느바욧의 누이 바스맛이라."
- 창세기 49:29 "그[야곱]가 그들에게 명하여 이르되 내가 내 백성에게로 돌아가리니: 나를 내 조상들과 함께 헷 사람 에브론의 밭에 있는 굴에 장사하라. 30 그 굴은 가나안 땅 마므레 앞 막벨라 밭에 있는 것이라. 아브라함이 헷 사람 에브론에게서 밭과 함께 매장할 소유지로 산 것이니라. 31 거기에 아브라함과 그의 아내 사라가 장사되었고; 거기에 이삭과 그의 아내 리브가가 장사되었고; 거기에 내가 레아를 장사하였노라. 32 그 밭과 그 속에 있는 굴은 헷 자손에게서 산 것이니라."
- 창세기 50:13 "그의[야곱] 아들들이 그를 가나안 땅으로 메고 가서, 아브라함이 마므레 앞 헷 사람 에브론에게서 밭과 함께 매장할 소유지로 산 막벨라 밭 굴에 장사하였더라."

이 구절은 야곱이 막벨라에 묻혔음을 언급한다. 요셉은 세겜에 묻혔다(여호수아 24.32): "이스라엘 자손이 이집트에서 가져온 요셉의 뼈를 세겜에 장사하였으니, 이는 야곱이 세겜의 아버지 하몰의 아들들에게서 은 백 개를 주고 산 땅 조각이라; 그것이 요셉 자손의 유산이 되었더라."

### 출애굽과 가나안 정복
이 기간은 기원전 1800년 이후부터 기원전 1000년 이전까지로 추정된다. 이 기간(아브라함에게 수세기 전에 주어졌던 약속과 반 천년 후에 느헤미야가 이를 상기시킨 것을 포함할 수 있음)에는 헷족들이 거의 고정된 공식의 일부로 약 십여 번 언급되는데, 이 공식은 궁극적으로 정복될 "히브리인들보다 더 크고 강한 일곱 민족"을 나열한다. 다섯 다른 "주요 민족"이 거의 모든 공식에서 언급된다: 가나안인, 아모리인, 히위족, 여부스족, 브리스족. 기르가스족은 다섯 번만 언급된다. 아브라함의 언약에는 히위족이 빠져 있지만 갓몬족, 겐족, 그니스족, 르바임족이 포함되어 있다.
헷족에 대한 언급 중 그 공식의 변형으로 분류될 수 없는 다섯 가지 언급 중에서 두 가지는 히타이트인들이 여부스족, 아모리인, 브리스족과 함께 "산악 지대"에 거주한다고 선언하며, 가나안인들은 요단 강 해안 "동쪽과 서쪽"에 살고, 아말렉인들은 "남쪽"에 산다고 한다. 여호수아 1:4에는 히타이트인의 땅이 "광야에서 이 레바논까지", "유프라테스에서 큰 바다까지" 뻗어 있다고 되어 있다. 사사기 1:18에는 히브리인들을 성안으로 이끈 벧엘의 배신자가 히타이트인들 가운데로 가서 루스라는 도시를 건설했다고 한다. 마지막으로 사사기 3:5에는 히브리인들이 히타이트인들과 다른 다섯 "주요 민족"과 함께 살고 결혼했다고 되어 있다.

#### 아브라함의 언약
- 창세기 15:18 "그 날에 여호와께서 아브람과 언약을 세워 이르시되 내가 이 땅을 이집트 강에서부터 큰 강 유프라테스까지 네 자손에게 주노니: 19 겐족과 그니스족과 갓몬족과, 20 헷 사람과 브리스족과 르바임족과, 21 아모리인과 가나안인과 기르가스족과 여부스족이니라."
- 느헤미야 9:8 "그리고 주께서 그의 마음이 주 앞에서 신실함을 발견하시고, 그와 언약을 맺으사 가나안인과 헷 사람과 아모리인과 브리스족과 여부스족과 기르가스족의 땅을 그의 자손에게 주시겠다고 하셨으니, 주께서는 의로우시므로 주의 말씀을 행하셨나이다. [...]"

#### 모세
- 신명기 20:17 "그러나 너는 그들을 진멸할지니, 곧 헷 사람과 아모리인, 가나안인과 브리스족, 히위족과 여부스족; 네 하나님 여호와께서 네게 명령하신 대로 하라. [...]"
- 신명기 7:1 "네 하나님 여호와께서 너를 인도하여 네가 들어가 얻을 땅으로 들이시고, 네 앞에서 많은 민족 곧 헷 사람과 기르가스족과 아모리인과 가나안인과 브리스족과 히위족과 여부스족, 일곱 민족을 쫓아내시며 너보다 강대한 그들을 물리치실 때에; [...]"
- 민수기 13:29 "아말렉인들은 남방 땅에 거주하고: 헷 사람과 여부스족과 아모리인들은 산지에 거주하며: 가나안인들은 바닷가와 요단 강 가에 거주하더라."

#### 여호수아
- 출애굽기 3:8 "내가 내려와서 그들을 이집트 사람의 손에서 건져내고 그들을 그 땅에서 인도하여 아름답고 광대한 땅, 젖과 꿀이 흐르는 땅 곧 가나안인과 헷 사람과 아모리인과 브리스족과 히위족과 여부스족의 땅으로 데려가려 하노라. [...] 17 내가 말하기를 내가 너희를 이집트의 고통에서 건져내어 가나안인과 헷 사람과 아모리인과 브리스족과 히위족과 여부스족의 땅, 젖과 꿀이 흐르는 땅으로 데려가리라 하였노라."
- 출애굽기 13:5 "여호와께서 네 조상들에게 맹세하사 네게 주리라 하신 땅, 곧 젖과 꿀이 흐르는 가나안인과 헷 사람과 아모리인과 히위족과 여부스족의 땅에 너를 인도하여 들이실 때에, 너는 이 달에 이 봉사를 지킬지니라."
- 출애굽기 23:23 "내 사자가 너보다 앞서 가서 너를 아모리인과 헷 사람과 브리스족과 가나안인과 히위족과 여부스족에게로 인도하고: 내가 그들을 끊으리라. [...] 28 내가 왕벌을 너보다 앞서 보내리니, 그 벌이 히위족과 가나안인과 헷 사람을 네 앞에서 쫓아내리라."
- 출애굽기 33:2 "내가 천사를 너보다 앞서 보내리니; 내가 가나안인과 아모리인과 헷 사람과 브리스족과 히위족과 여부스족을 쫓아내리라: [...]
- 출애굽기 34:11 "내가 오늘 네게 명령하는 것을 지켜라: 보라, 내가 네 앞에서 아모리인과 가나안인과 헷 사람과 브리스족과 히위족과 여부스족을 쫓아내리라."
- 여호수아 1:4 "광야와 이 레바논에서부터 큰 강 유프라테스까지 헷 사람의 온 땅이요, 해 지는 큰 바다까지 너희의 경계가 될 것이라."
- 여호수아 11:3 "동쪽과 서쪽의 가나안인들에게, 그리고 아모리인과 헷 사람과 브리스족과 산지에 있는 여부스족에게, 그리고 미스바 땅의 헐몬 산 아래 히위족에게 이르니라."
- 여호수아 12:8 "산지와 골짜기와 평지와 경사지와 광야와 남방 지역에 있는: 헷 사람, 아모리인, 가나안인, 브리스족, 히위족, 여부스족이니라. [...]
- 여호수아 24:11 "너희가 요단 강을 건너 여리고에 이르렀고: 여리고 사람들이 너희와 싸웠으니, 아모리인과 브리스족과 가나안인과 헷 사람과 기르가스족과 히위족과 여부스족이라; 내가 그들을 너희 손에 넘겨주었노라."
- 여호수아 3:10 "여호수아가 말하되 살아계신 하나님이 너희 가운데 계시며, 그가 가나안인과 헷 사람과 히위족과 브리스족과 기르가스족과 아모리인과 여부스족을 너희 앞에서 반드시 쫓아내실 것을 너희가 이로써 알리라."
- 여호수아 9:1 "요단 서편 산지와 골짜기와 레바논 맞은편 큰 바다 연안에 있는 모든 왕들 곧 헷 사람과 아모리인과 가나안인과 브리스족과 히위족과 여부스족이 이 일을 들었을 때에."

#### 사사들
- 사사기 1:18 "유다가 또 가사와 그 경계와 아스글론과 그 경계와 에그론과 그 경계를 점령하였고. 19 여호와께서 유다와 함께 하셨으므로; 그들이 산지 주민을 쫓아내었으나; 골짜기 주민은 쫓아내지 못하였으니, 그들에게 철 병거가 있었기 때문이라. [...] 21 베냐민 자손은 예루살렘에 거주하는 여부스족을 쫓아내지 못하였으므로; 여부스족이 오늘날까지 베냐민 자손과 함께 예루살렘에 거주하더라. 22 요셉의 가문도 벧엘을 치러 올라가니: 여호와께서 그들과 함께 하셨더라. 23 요셉의 가문이 벧엘을 정찰하기 위하여 사람을 보냈는데. (그 성읍의 이름은 전에는 루스였더라.) 24 정탐꾼들이 한 남자가 성읍에서 나오는 것을 보고, 그에게 말하되 우리가 너에게 간청하노니, 성읍으로 들어가는 길을 보여 달라, 그리하면 우리가 너에게 자비를 베풀리라. 25 그가 그들에게 성읍으로 들어가는 길을 보여 주자, 그들이 칼날로 성읍을 쳤으나; 그 남자와 그의 모든 가족은 놓아주었더라. 26 그 남자가 헷 사람의 땅으로 가서 한 성읍을 건축하고, 그 이름을 루스라 불렀으니: 그 이름이 오늘날까지 그러하니라. 27 므낫세는 벧스안과 그 주변 마을 주민들을 쫓아내지 못하였고, 다아낙과 그 주변 마을 주민들도 쫓아내지 못하였고, 돌과 그 주변 마을 주민들도 쫓아내지 못하였고, 이블르암과 그 주변 마을 주민들도 쫓아내지 못하였고, 므깃도와 그 주변 마을 주민들도 쫓아내지 못하였으니: 가나안인들이 그 땅에 거주하려 하였더라."
- 사사기 3:1 "여호와께서 남겨두신 민족들은 이러하니라. 곧 이스라엘의 많은 자손들이 가나안의 모든 전쟁을 알지 못하였던 것처럼; 그들을 통해 이스라엘을 시험하시려 하셨으니; 2 오직 이스라엘 자손의 후대가 전쟁을 배우게 하려 하셨으니, 곧 이전에 아무것도 알지 못했던 자들이 전쟁을 알게 하려 하심이라; 3 곧 블레셋의 다섯 방백과 모든 가나안인과 시돈인과 레바논 산지에 거주하는 히위족이니, 바알-헤르몬 산에서부터 하맛 어귀에 이르기까지라. 4 그들을 통해 이스라엘을 시험하여, 그들이 모세의 손으로 그 조상들에게 명령하신 여호와의 계명에 순종하는지 알게 하려 하셨더라. 5 이스라엘 자손이 가나안인과 헷 사람과 아모리인과 브리스족과 히위족과 여부스족 가운데 거주하며: 6 그들의 딸들을 아내로 삼고 자기 딸들을 그들의 아들들에게 주며, 그들의 신들을 섬겼더라. 7 이스라엘 자손이 여호와 보시기에 악을 행하여, 그들의 하나님 여호와를 잊고 바알들과 아세라들을 섬겼더라. 8 그러므로 여호와의 진노가 이스라엘에게 불타서, 그들을 메소포타미아 왕 구산-리사다임의 손에 파시매: 이스라엘 자손이 구산-리사다임을 팔 년 동안 섬겼더라."

### 왕국 시대
이 시기에 히타이트인들은 다윗 왕(기원전 1000년경) 휘하의 두 병사, 아히멜렉과 우리아 (헷 사람)의 민족적 이름으로 언급된다. 후자는 다윗에 의해 그의 아내 밧세바 때문에 살해된다.
솔로몬의 통치(기원전 950년경)에 히타이트인들은 히브리인들이 가나안 정복에서 "완전히 멸하지 못했던" 백성으로, 이스라엘에게 조공을 바쳤던 것으로 기록되어 있다. 히타이트 왕들은 이집트와 시리아 왕들과 함께 솔로몬에게 호화로운 조공을 보낸 자들로 (두 개의 비슷한 구절에서) 언급된다. 그리고 히타이트인들은 "파라오의 딸"과 이 지역의 다른 민족 출신 여성들과 함께 솔로몬이 사랑했던 "이방 여인"들 중 하나로 언급된다.
엘리사 (예언자) 선지자 시대(기원전 850년경)에는 열왕기하 7장 6절에 시리아 사람들이 밤에 말과 병거의 끔찍한 소리를 듣고 도망쳤다는 구절이 있는데, 그들은 이스라엘이 "히타이트 왕들과 이집트 왕들"을 고용했다고 믿었기 때문이다.

#### 사울
- 1 사무엘 26:5 "다윗이 일어나 사울이 진 친 곳에 이르러 사울과 그의 군대장관 넬의 아들 아브넬이 누운 곳을 보니 사울은 참호 안에 누웠고 백성은 그 주위에 진을 쳤더라. 6 다윗이 헷 사람 아히멜렉과 스루야의 아들 요압의 아우 아비새에게 말하여 이르되 누가 나와 함께 사울에게로 진에 내려가겠느냐 하니 아비새가 이르되 내가 함께 내려가겠나이다."

#### 다윗
- 2 사무엘 23:8 "다윗에게 있던 용사들의 이름은 이러하니: [...] 39 헷 사람 우리아: 모두 삼십칠 명이었더라."
- 1 역대기 11:10 "다윗에게 있던 용사들의 우두머리는 이러하니, 그들이 이스라엘에 관한 여호와의 말씀대로 그를 왕으로 세우기 위해 그의 왕국에서 그와 함께 스스로 강하게 하였더라. [...] 41 헷 사람 우리아, 아흘라이의 아들 사밧, [...]
- 2 사무엘 11:3 "다윗이 사람을 보내어 그 여인을 알아보게 하니. 한 사람이 말하되 이 여인은 엘리암의 딸, 헷 사람 우리아의 아내 밧세바가 아니니이까? 4 다윗이 사자들을 보내어 그녀를 데려오게 하니; 그녀가 그에게로 왔고, 그가 그녀와 동침하니; 그녀는 그녀의 부정함에서 정결하게 되었더라: 그리고 그녀는 자기 집으로 돌아갔더라." 우리아 (헷 사람)는 이 장에서 네 번 더 언급된다.
- 2 사무엘 12:9 "[나단:] 어찌하여 네가 여호와의 명령을 업신여겨 그의 눈앞에서 악을 행하였느냐? 네가 헷 사람 우리아를 칼로 죽이고, 그의 아내를 네 아내로 삼았으며, 암몬 자손의 칼로 그를 죽였도다. 10 그러므로 이제 칼이 네 집에서 영원히 떠나지 아니하리니; 네가 나를 업신여기고, 헷 사람 우리아의 아내를 네 아내로 삼았음이라."
- 1 열왕기 15:5 "다윗이 여호와 보시기에 의로운 일을 행하였고, 그의 생애 동안 여호와께서 그에게 명령하신 어떤 것도 어기지 아니하였으니, 오직 헷 사람 우리아의 일에서만 그러하였더라."

#### 솔로몬
- 1 열왕기 9:20 "이스라엘 자손이 아닌 아모리인, 헷 사람, 브리스족, 히위족, 여부스족 가운데 남아 있던 모든 백성, 21 곧 이스라엘 자손이 완전히 멸할 수 없었던 그들의 자손들 중에서 솔로몬이 오늘날까지 노역의 조공을 거두었더라."
- 2 역대기 8:7 "이스라엘 사람이 아닌 헷 사람과 아모리인과 브리스족과 히위족과 여부스족 가운데 남아 있던 모든 백성 중에서, [...]"
- 1 열왕기 10:28 "솔로몬이 이집트에서 말을 들여왔고, 아마포 실을 들여왔으니: 왕의 상인들이 아마포 실을 가격을 주고 받았더라. 29 병거 한 대는 은 육백 세겔에 이집트에서 올라왔고, 말 한 필은 백오십 세겔에 이집트에서 올라왔으니: 이와 같이 헷 사람의 모든 왕들과 시리아 왕들에게도 그들의 수단을 통해 들여왔더라."
- 2 역대기 1:16 "솔로몬이 이집트에서 말을 들여왔고, 아마포 실을 들여왔으니: 왕의 상인들이 아마포 실을 가격을 주고 받았더라. 17 그들이 이집트에서 병거를 실어오되 은 육백 세겔에 병거 한 대요, 말은 백오십 세겔에 한 필이라: 이와 같이 그들의 수단을 통해 헷 사람의 모든 왕들과 시리아 왕들에게도 말을 실어왔더라."
- 1 열왕기 11:1 "그러나 솔로몬 왕이 많은 이방 여인들을 사랑하였으니, 파라오의 딸과 모압 여인, 암몬 여인, 에돔 여인, 시돈 여인, 그리고 헷 사람 여인들이었더라; 2 여호와께서 이스라엘 자손에게 이르시기를 너희는 그들에게로 들어가지 말라, 그들도 너희에게로 들어오지 말라: 그들이 분명히 너희 마음을 그들의 신들에게로 돌릴 것이라 하셨으니: 솔로몬이 이들을 사랑하여 가까이하였더라. 3 그에게 아내 되는 공주가 칠백 명이요, 첩이 삼백 명이라: 그의 아내들이 그의 마음을 돌이켰더라. 4 솔로몬이 늙었을 때에 그의 아내들이 그의 마음을 다른 신들에게로 돌이켰으므로: 그의 마음이 그의 아버지 다윗의 마음처럼 그의 하나님 여호와 앞에서 온전하지 못하였더라. 5 솔로몬이 시돈 사람의 여신 아스다롯과 암몬 사람의 가증한 밀곰을 따랐더라. 6 솔로몬이 여호와 보시기에 악을 행하여, 그의 아버지 다윗처럼 여호와를 온전히 따르지 아니하였더라. 7 그때 솔로몬이 예루살렘 앞 산에 모압의 가증한 그모스를 위하여 산당을 지었고, 암몬 자손의 가증한 몰렉을 위하여도 그리하였더라. 8 그가 또한 그의 모든 이방 아내들을 위하여도 그리하였으니, 그들이 그들의 신들에게 향을 피우고 제사를 드렸더라."

#### 엘리사
- 2 열왕기 7:6 "주께서 아람 군대로 하여금 병거 소리와 말 소리와 큰 군대의 소리를 듣게 하셨으니: 그들이 서로 말하되 보라, 이스라엘 왕이 우리를 치려고 헷 사람 왕들과 이집트 왕들을 고용했구나 하였더라. 7 그러므로 그들이 어두울 때에 일어나 도망하되, 그들의 장막과 말과 나귀 곧 군영을 있는 그대로 버려두고, 목숨을 구하기 위해 도망하였더라."

### 바빌론 유수와 귀환
에스겔 16장 1절에는 예루살렘이 헷 사람 어머니와 아모리인 아버지의 딸이며, 사마리아와 소돔의 누이라고 되어 있다. 이는 분명히 모욕적인 의도이지만, 헷 사람에 대한 언급이 구체적인 것인지 아니면 상징적인 것인지는 분명하지 않다. 그러나 한 세기 후, 에즈라는 바빌론에서 돌아왔을 때, 땅에 남아 있던 지도자들이 헷 사람을 포함한 다른 민족들과 섞여 "오염"되었다는 사실을 알고 실망한다.

#### 에스겔
- 에스겔 16:1 "다시 여호와의 말씀이 내게 임하여 이르시되, 2 인자야, 예루살렘으로 하여금 그 가증한 일들을 알게 하라, 3 그리고 이르기를 주 여호와께서 예루살렘에게 이같이 말씀하시되; 네 출생과 네 근본은 가나안 땅에서 왔고; 네 아버지는 아모리인이요, 네 어머니는 헷 사람이었느니라. [...] 44 보라, 속담을 쓰는 모든 자가 너에게 이 속담을 쓰리니, 이르기를 어미가 그러하니 그 딸도 그러하다 하리라. 45 너는 네 어미의 딸이라. 남편과 자녀를 싫어하는 자요; 너는 네 자매들의 누이라. 그들 역시 남편과 자녀를 싫어하였느니라: 네 어미는 헷 사람이었고, 네 아버지는 아모리인이었느니라. 46 네 맏언니는 사마리아요, 그녀와 그녀의 딸들이 네 왼편에 거주하며: 네 작은 누이는 네 오른편에 거주하는 소돔과 그녀의 딸들이니라."

#### 에즈라
- 1 에스드라스 8:3 (경전성 논란) "이 에스드라스가 바빌론에서 올라왔으니, 기록자로서, 이스라엘의 하나님께서 주신 모세의 율법에 매우 능통한 자였더라. 4 왕[아닥사스다]이 그에게 영예를 표하였으니: 그가 모든 요청에서 왕의 은혜를 입었음이라. 5 그와 함께 이스라엘 자손 중 제사장들과 레위인들과 거룩한 가수들과 문지기들과 성전 봉사자들 중 일부도 예루살렘으로 올라갔으니, [...] 68 이제 이 일들이 끝났을 때, 방백들이 내게 와서 말하되, 69 이스라엘 백성과 방백들과 제사장들과 레위인들이 땅의 이방 민족들과 이방인의 더러움을 물리치지 아니하였으니, 곧 가나안인, 헷 사람, 브레셋인, 여부스인, 모압인, 이집트인, 에돔인들이니라."
- 에즈라 9:1 "이제 이 일들이 끝났을 때, 방백들이 내게 와서 말하되, 이스라엘 백성과 제사장들과 레위인들이 그 땅 백성들로부터 스스로를 분리하지 아니하였고, 그들의 가증한 일들을 행하였으니, 곧 가나안인, 헷 사람, 브리스족, 여부스족, 암몬인, 모압인, 이집트인, 아모리인들이니라."

## 같이 보기
- 하티인
- 하비루
- 히타이트
- 신히타이트 왕국
- 우리아 (헷 사람)

## 서적
- D. J. 위즈먼, 『구약 시대의 민족들』, Clarendon Press, Oxford (1973)